# Кладенці (Добрицька область)
Кла́денці (болг. Кладенци) — село в Добрицькій області Болгарії. Входить до складу общини Тервел.

## Населення
За даними перепису населення 2011 року у селі проживали 134 особи, усі — болгари.
Розподіл населення за віком у 2011 році:
Динаміка населення: